# زالتسمونده
زالتسمونده (به آلمانی: Salzmünde) یک منطقهٔ مسکونی در آلمان است که در زالتساتال واقع شده‌است. زالتسمونده ۲٬۴۸۶ نفر جمعیت دارد.